# Богданович, Максим Адамович
Макси́м Ада́мович Богдано́вич (бел. Максім Адамавіч Багдановіч; 27 ноября [9 декабря] 1891, Минск — 12 [25] мая 1917, Ялта, Таврическая губерния) — белорусский поэт, публицист, литературовед, переводчик, классик белорусской литературы, один из создателей белорусской литературы и современного литературного белорусского языка.

## Биография

### Происхождение

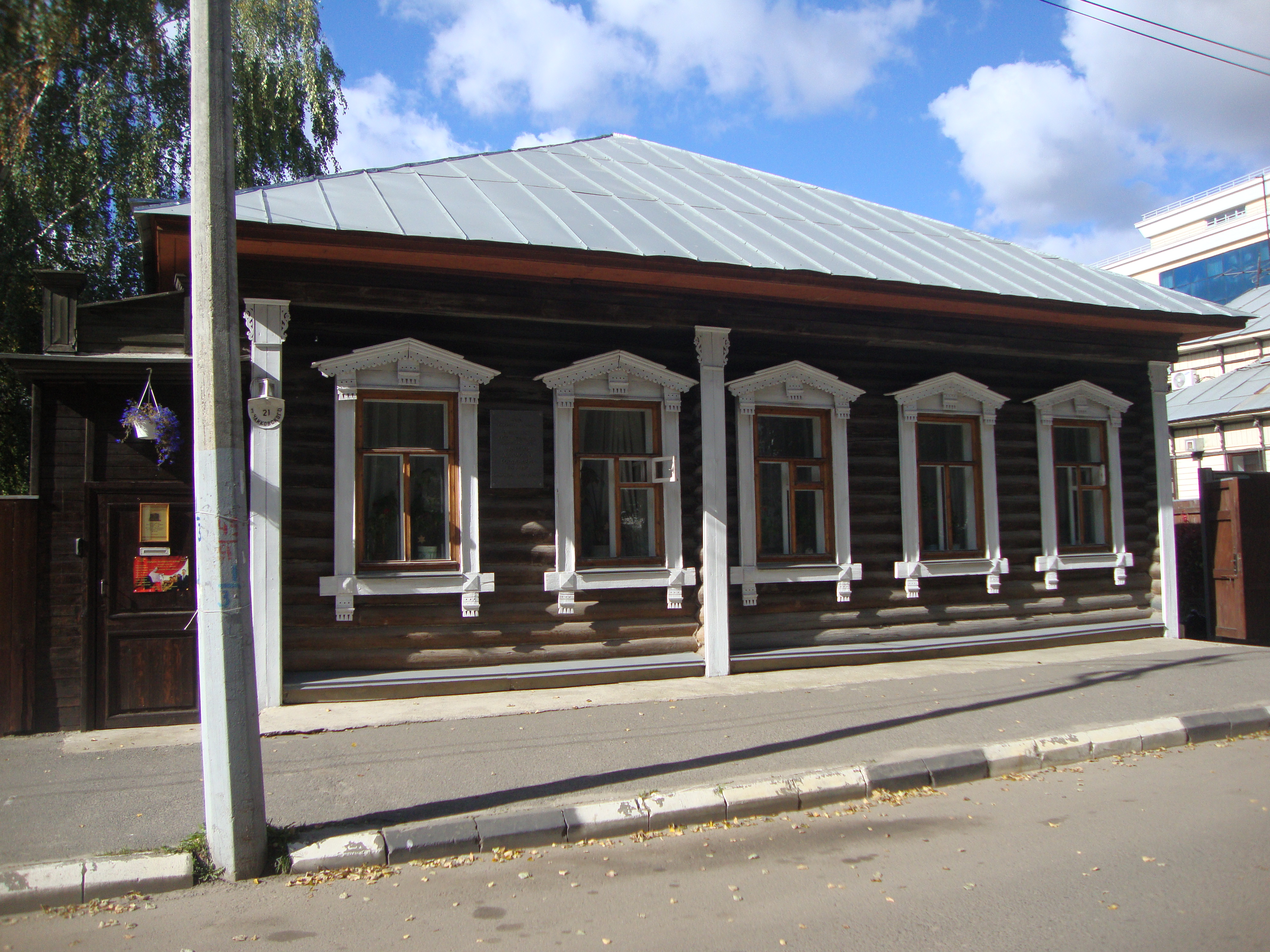
Дом, где жил М. А. Богданович

Прапрадед Максима по отцовской линии, крепостной Степан, был первым в роду, кто стал носить фамилию Богданович, по его отчиму Никифору Богдановичу, как вошедший в состав его «двора» податной единицей; по отцу же он был Скокличем. Прадед Лукьян Степанович был дворовым, садовником; женой его была Арина Ивановна Юневич. Дед Егор Лукьянович был дворовым, поваром, принадлежал к Косаричской сельской общине Лясковичской области Бобруйского уезда; к этой общине и отец Максима, Адам Егорович, был приписан вплоть до увольнения для поступления на государственную службу.
Дед Юрий Лукьянович ещё молодым человеком был привезён своим помещиком, паном Лаппо, на службу в купленное имение при местечках Холопеничах Борисовского уезда, где он и обосновался, вступив в брак с бабушкой поэта Анэлей (Анной) Фоминой Осьмак. По воспоминаниям Адама Богдановича, она была «человеком удивительно кроткой и возвышенной души, с тонким чувством такта, вместе с тем обладала замечательными математическими способностями».
Кроме того, она была прекрасной рассказчицей народных сказок, унаследовав этот дар частично от своей матери Рузали Казимировны Осьмак. Передача сказочного сюжета для последней была творческим актом: каждый раз она вносила в обработку сюжета новые черты, говорила сильно и нараспев, придавая повествованию заметную ритмичность, которую Адам Богданович старался сохранить в записях её сказок. По этим сказкам Максим впервые познакомился с белорусской речью. Знала она также множество белорусских песен и вообще была носительницей и хранительницей народной старины: обрядов, обычаев, гаданий, преданий, пословиц, поговорок, загадок, народных лекарственных средств и пр. Она была известна в Холопеничском округе как ворожбитка-знахарка и блюстительница народного обряда в выдающиеся моменты жизни («радзіны, хрэсьбіны, вяселлі, хаўтуры, сеўбы, зажынкі, дажынкі, талака, улазіны» и пр. и пр.); к ней приходили за советом и руководством и во всех торжественных случаях приглашали распорядительницей — «парадак даваць». Многое из огромного запаса её знаний Адам Богданович использовал в своих этнографических работах. Например, «Змяіны цар» из цикла «У зачараваным царстве», представляет собой поэтическую переработку народного поверья, помещённого в труде отца «Пережитки древнего миросозерцания у белорусов» (1895 год).
Мать Максима, Мария Афанасьевна, по отцу происходила из шляхетного рода Мякотов герба Курч, по матери, Татьяне Осиповне, — из рода Малевичей. Татьяна Осиповна была поповной. Отец её был мелкий чиновник (губернский секретарь), служил смотрителем игуменской уездной больницы. Уже в зрелом возрасте он женился второй раз на молодой попадьянке Татьяне Осиповне Малевич 17-ти лет и имел от неё четырёх дочерей и сына. Тяжёлая болезнь отца, получавшего мизерное жалованье, привела к тяжёлому материальному положению, и дети ещё перед смертью отца были отвезены в детский приют. Мальчик вскоре умер в больнице, а девочки оставались до 14 лет находились в приюте с плохими условиями для жизни.

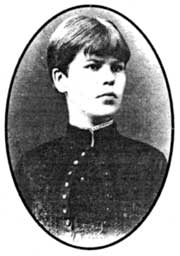
Мать поэта — Мария Афанасьевна

Мать Максима, будучи живым талантливым ребёнком, обратила на себя внимание попечительницы приюта губернаторши Петровой, которая взяла её к себе в дом и направила учиться в женское Александровское училище, а по окончании обучения в нём отправила её в Петербург в женскую учительскую школу, поселив на квартире у своих родственников Петровых.
Мария Афанасьевна много читала. Как отмечал Адам Богданович, «её письма поражали и меткостью наблюдений, и живостью, и картинностью языка». Ей даже был написан рассказ, который, по мнению мужа, показывал, что она имела «изобразительность» и могла стать хорошей писательницей. Адам Богданович также особо отмечал её «мучительную живость воображения». 

Необыкновенная живость восприятия, чувства и движений была основной, выдающейся чертой её натуры. Подвижная, всегда весёлая, с искристыми глазами, с косой чудовищной величины, она вдобавок обладала грацией котёнка и той неотразимо чарующей прелестью, которую принято называть женственностью. Её карточки не дают никакого понятия не только об её духовном облике, но даже и о внешнем. Это — маска, лишённая жизни; а она была вся сверкающая, поющая жизнь, вся движение, радость, восторг.

### Детство

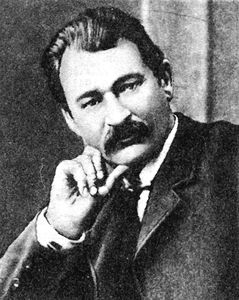
Отец поэта — Адам Егорович

На момент свадьбы Адаму Богдановичу было 26, а Марии — 19 лет. Он вспоминал о супружестве как об одном из счастливейших периодов своей жизни. Учитель 1-го городского училища Минска Адам Егорович Богданович (1862—1940) и его жена Мария Афанасьевна (1869—1896) были материально обеспечены: Адам зарабатывал до 1500 рублей в год при готовой квартире с отоплением и освещением, располагавшейся на Троицкой горе на улице Александровской в доме Коркозовича, что во дворе, во втором этаже; в то время в нём помещалось Первое приходское училище и учительские квартиры, позднее это был дом 25 (ныне здесь участок улицы М. Богдановича напротив сквера возле Театра оперы и балета. Первенец Вадим родился 6 (18) марта 1890 года, Максим — 27 ноября (9 декабря) 1891 года в 9 часов вечера.
В 1892 году семья перебралась в Гродно, где Адам Богданович получил работу в Крестьянском поземельном банке. Жили на окраине города, на Новом Свете 15 по Садовой. Здесь 14 (26) ноября 1894 года родился третий сын Лев, а в мае 1896 года — дочь Нина. Условия были хорошими для воспитания детей: мягкий климат, во дворе сад, а кругом сады, поля, недалеко лес и Неман. Мать пыталась применить к детям фребелевскую систему для воспитания чувств, но те развивающим игрушкам предпочитали живое общение.
Как в Гродно, так и в Минске у Богдановичей собиралось много людей. В Минске было много революционно настроенной интеллигенции — народовольцы и сочувствующие им, но после «лопатинского провала», в связи с арестами и зародившимся страхом, круг их постепенно редел и разлагался. В Гродно же собирались преимущественно культурные работники: врачи, лучшие офицеры, учителя. Много, особенно в Минске, приходило молодёжи. Звучали декламации литературных произведений, песнопения, велись дискуссии. «Разнообразно, красочно-заманчиво, интересно жилось», — вспоминал Адам Богданович.
Через месяц после родов дочери у Марии Богданович была обнаружена чахотка (туберкулёз лёгких). Лечение («деревня, кефир, кваякол, кодеин») не помогло и 4 (16) октября 1896 года мать будущего поэта умерла. Похоронена она была на Гродненском православном кладбище перед церковью, вправо от главных ворот и дороги в церковь; под дубовым крестом с табличкой(могила сохранилась и обновлена силами общественности).
По мнению отца, Максим на него походил более внешними чертами: походкой, манерой себя держать, жестами, речью и т. п., напротив, 

по складу своего характера, мягкого и женственного, по весёлости своего нрава, живости, отзывчивости и впечатлительности, по полноте и мягкости наблюдений, по силе воображения, пластичности и вместе живописности продуктов его творчества всего более напоминал свою мать, особенно в детстве.
 По его мнению, поэтический дар, в ней самой дремавший, Максим также унаследовал от матери, или, быть может, от его прабабушки Рузали.
В ноябре 1896 года Адам Богданович с детьми переехал по службе в Нижний Новгород. Здесь у него завязались дружеские отношения с Максимом Горьким, с которым они вскоре породнились, женившись на сёстрах Е. П. и А. П. Волжиных. Горький часто бывал у них дома, он оказал влияние на любовь мальчика к литературе.
Адам Богданович был учёным, занимался исследованием истории, этнографии и фольклора белорусского народа. Максим любил читать его записи. В одном из писем к другу Максим отмечал:

Меня воспитывал отец.  Когда-то я показывал вам его библиотеку. В ней есть всё существенное, что появляется в литературе всего мира. Мы с детства проходили эту мировую школу… Разумеется, главное внимание обращалось на славянские литературы…
Оригинальный текст (бел.)Мяне выхоўваў бацька. Неяк я паказваў вам яго бібліятэку. У ёй усё ёсць істотнае, што з'явілася калі б там ні было ў літаратуры ўсяго свету. Мы з дзяцінства праходзілі гэтую сусветную школу… Зразумела, галоўная ўвага звярталася на славянскія літаратуры…

### Гимназист

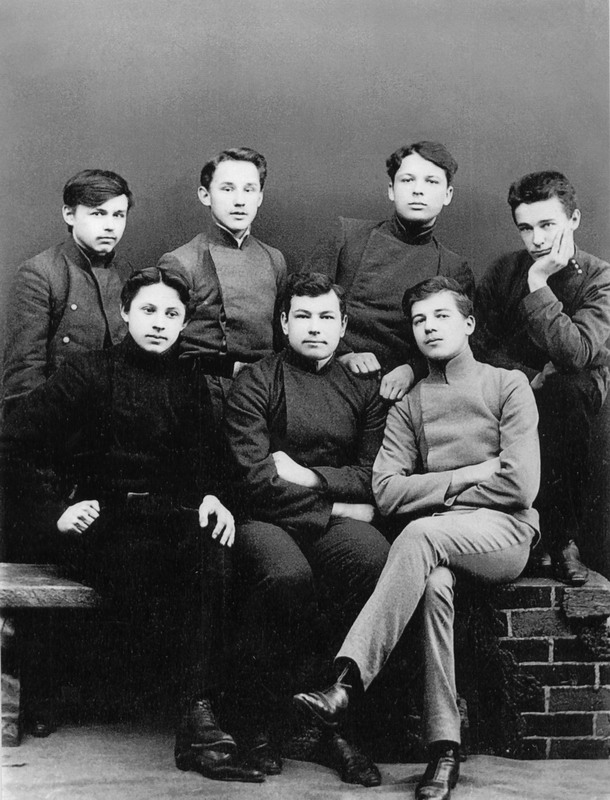
Максим Богданович среди гимназистов-одноклассников Нижегородской мужской гимназии

В 1902 году Максим поступил в Нижегородскую мужскую гимназию. Во время Революции 1905 года принимает участие в ученических и студенческих демонстрациях, за что получает аттестацию «неблагонадёжного ученика». В 1906 году крестная мать Максима В. Сёмова выписывает для него газету «Наша доля», а потом и «Нашу ниву». В конце года Богданович присылает белорусские книги и газеты в Нижегородскую тюрьму революционеру белорусского происхождения Степану Зенченко.
1907 год считается началом литературной деятельности Максима Богдановича. Его первым значительным художественным произведением был рассказ «Музы́ка» на белорусском языке, который сразу же напечатала «Наша нива». В нём рассказывается легенда о Музы́ке, который «много ходил по земле и всё играл на скрипке». Необычные были его скрипка, и музыка. Когда плакала скрипка в руках музыканта, то каждый «плакал по своей доле», когда грозно гудели струны, «люди поднимали опущенные головы, и гневом великим блестели их глаза». За его творчество «злые и сильные люди» бросили Музыку в тюрьму, где тот и погиб. Но не погибла память о нём.
В июне 1908 года Богдановичи вновь переезжают по причине изменения места службы отца — на этот раз в Ярославль. Там Максим Богданович пишет первые лирические стихотворения: «Над могилой», «Придёт весна», «На чужбине», которые были опубликованы в «Нашей ниве». Там же печатается стихотворение «Край мой родной! Как заклятых Богом…», в котором чётко прозвучала тема социального угнетения и национального возрождения белорусов; краткий стихотворный лирический рассказ «Из песен белорусского мужика»; стихи «Тьма», «Пугач», «Разрыта могила», а также переводы с Генриха Гейне, Фридриха Шиллера.
Первым из переводов присланных в редакцию «Нашей нивы» был стих С. Ю. Святогора «Две песни», вышедший в печать со стилистическими поправками Янки Купалы, но с другой подписью: корректор Ядвигин Ш. подписал стихотворение придуманным им для Максима Богдановича псевдонимом Максим Криница (бел. крыніца — родник, колодец, источник). Он писал: 

Каждый своим псевдонимом определяет своё кредо, своё направление, а что за душой этого юноши, лицеиста, эстета? Ему эти Бядули да Гаруны не подойдут. Ему нужен чистый-чистый псевдоним, ясный, как юность. Пусть будет Криница! Это будет псевдоним-подсказка: из народных источников ему нужно черпать свои стихи!Оригинальный текст (бел.)Кожны сваім псэўданімам вызначае сваё крэда, свой кірунак, а што за душою гэтага юнака, ліцэіста, эстэта? Яму гэтыя Бядулі ды Гаруны не падыдуць. Яму трэба чысты-чысты псэўданім, ясны, як юнацтва. Хай будзе Крыніца! Гэта будзе псэўданім-падказка: з народных крыніц яму трэба чэрпаць свае вершы!
В последующих письмах к редакции газеты поэт протестовал против того, что его переделали в Максима Криницу.
В 1909 году Максим заболел туберкулёзом.
Окончив в 1911 году гимназию, он посещает Вильну, знакомится с Вацлавом Ластовским, Антоном и Иваном Луцкевичами и другими деятелями белорусского Возрождения. Будучи в Вильне, молодой поэт ознакомился в частном музее братьев Луцкевичей с коллекциями древних раритетов, и под их впечатлением написал стихотворение «Слуцкие ткачихи». В этом произведении автор рассказывает печальную историю крепостных ткачей, поэтизируя умение мастеров ткать золотые пояса, куда они добавляют «вместо персидского узора цветок родимый василька».
Там же Богданович знакомится с патриархом белорусского национального возрождения Брониславом Эпимах-Шипило, с которым он потом будет вести переписку. В ноябре 1911 года, будучи уже в Ярославле, Богданович напишет в редакцию альманаха «Молодая Беларусь» письмо с просьбой напечатать два его стихотворения вместе с небольшим литературоведческим очерком о сонетной форме присланных стихотворений:504.

### Лицеист

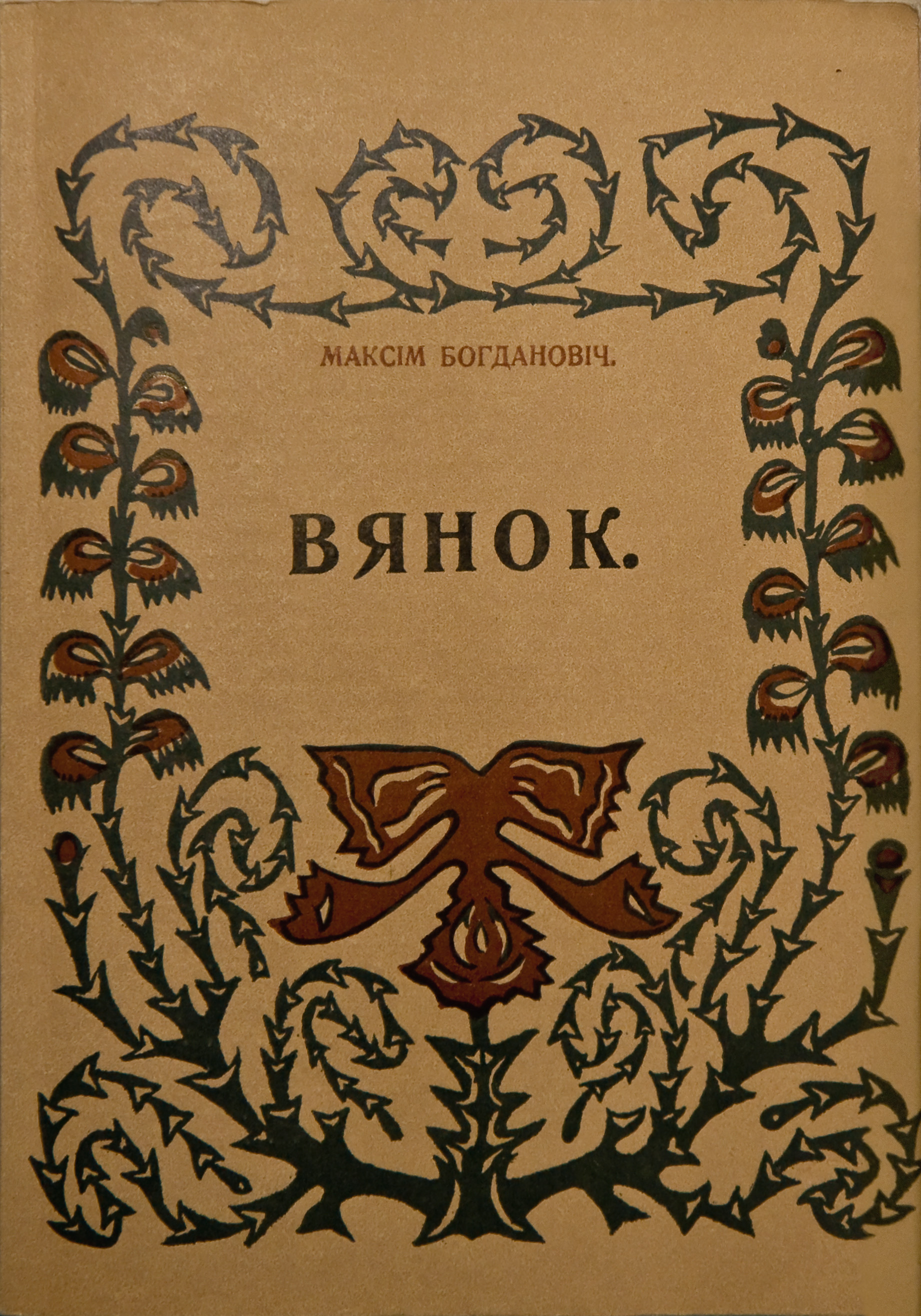
Обложка «Венка»

В том же году Максим Богданович намеревался поступить на филологический факультет Петербургского университета, но из-за недостатка средств и сырого климата столицы, возвращается в Ярославль, поступив в Демидовский юридический лицей.
По словам отца, «внутренняя сторона» жизни Максима Богдановича чуть ли не целиком поглощалась его учением как подготовкой к общественной и литературной работе, его писательством, его творчеством; на всё остальное и времени и сил оставалось очень мало.
Много времени уходило на изучение западно-европейских и славянских языков и их литературы, особенно на изучение белорусского языка, истории, этнографии, литературы.
Во время учёбы сотрудничает в ярославской газете «Голос»; много пишет, печатается в различных российских и белорусских изданиях, приобретает известность.
В тот период были написаны стихотворные лирические рассказы «В деревне» и «Вероника». Оба — дань восхищению поэта женщиной. Поэтическое описание глубоких чувств женщины к ребёнку, присущих даже маленькой девочке — идейный замысел произведения «В деревне». Фабула «Вероники» — воспоминание о девочке, которая незаметно для автора, «в красе своей весны» выросла, разбудив в душе поэта первую любовь, а с ней — тягу к идеальному, прекрасному, к поэзии. Музой для Максима Богдановича послужила Анна Кокуева, сестра его одноклассника, талантливая пианистка. В этот же период пишутся стихи «Вчера счастье только глянуло несмело», «Больше всего на свете хочу я» и знаменитое произведение лирики любовных переживаний — стихотворение «Романс». Тогда же были созданы стихи, которые потом составили цикл «Старая Беларусь», «Город», «Звуки Отечества», «Старое наследие». 
В период 1909—1913 годов поэт переводит на белорусский язык стихи Овидия, Горация, французского поэта Поля Верлена. Кроме того, в этот период Максим Богданович занимается разработкой концепции истории развития белорусской литературы от древности до начала XX столетия. Это нашло отражение в статьях «Глубины и слои» (напечатана в «Нашей ниве»), «Краткая история белорусской письменности до XVI столетия», «За сто лет. Очерк истории белорусского письменности» и «Новый период в истории белорусской литературы».
В Вильне, в начале 1914 года в типографии Мартина Кухты при денежной поддержке Марии Магдалены Радзивилл тиражом 2000 экземпляров издан единственный прижизненный сборник произведений Максима Богдановича «Венок» (на титуле обозначен 1913 год). Посвящение — «Венок на могилу С. А. Полуяна (умер 8 апреля 1910)» — сделал Вацлав Ластовский без разрешения автора, но после Богданович одобрил его инициативу. Сборник содержал 92 стихотворения и 2 поэмы, расположенные на 120 страницах, разделён на циклы: «Рисунки и песнопения», «Думы» и «Мадонны». В письмах к издателю были предложения включить в «Мадонны» «Любовь и смерть» (13 стихотворений) и до 5 переводов из «Старого наследия», добавить 22 перевода из Поля Верлена и образовать раздел «С чужой почвы». Однако книга вышла без дополнений и без послесловия «Опять увидел я хутора» к поэме «Вероника». В полном собрании стихотворений Максима Богдановича 1992—1995 годов издатели вставили всё вышеперечисленное.
В своих «Воспоминаниях о М. Богдановиче» Вацлав Ластовский рассказывал историю создания «Венка»: 

За несколько месяцев после выезда из Вильнюса Максим Богданович отослал в редакцию «Нашей нивы» рукопись, в котором были собраны его стихи… под заголовком «Книжка избранных стихов» с просьбой выпустить отдельной книжечкой. Рукопись эта пролежала в редакции более полугода, поскольку не было денег, чтобы напечатать её. И только в 1913 году были добыты деньги на издание рукописи.Оригинальный текст (бел.)За некалькі месяцаў пасьля выезду зь Вільні Максім Багдановіч адаслаў у рэдакцыю «Нашай Нівы» рукапіс, у якім былі сабраныя яго вершы…, пад загалоўкам «Кніжка выбраных вершаў» з просьбай выпусьціць асобнай кніжачкай. Рукапіс гэты праляжаў у рэдакцыі больш паўгода, бо не было грошай, каб надрукаваць яго. I толькі ў 1913 годзе былі дабыты грошы на надрукаваньне рукапісу.
 По словам Ластовского, на издание «Венка» Иван Луцкевич выделил 150 рублей, а во время набора Вацлав Ивановский и Иван Луцкевич нашли «ещё некую сумму» денег от Магдалены Радзивилл. В благодарность к княгине на титульном листе книги было постановлено поместить знак лебедя — отсылка к гербу Завишей, к которым принадлежала Магдалена Радзивилл. 

Рисунок на окладку дал я из своего собрания. Этот рисунок в 1905 году сделал один из учеников (не помню его фамилии) Штыглицевской школы. Рисунок напоминает немного венок, ради этого я и постановил, используя права издателя, поместить на книжке до авторского ещё и свой заголовок — «Венок». Выходила надпись: «Венок, книжка избранных стихов».Оригинальный текст (бел.)Рысунак на акладку даў я са свайго сабрання. Гэты рысунак у 1905 годзе зрабіў адзін з вучняў (не памятаю яго прозвішча) Штыгліцаўскай школы. Рысунак напамінае крыху вянок, дзеля гэтага я і пастанавіў, карыстаючы правамі выдаўца, надпісаць на кніжцы да аўтарскага яшчэ і свой агаловак — «Вянок». Выходзіла нязгорш: «Вянок, кніжка выбраных вершаў».
В 1914 году в «Нашей ниве» № 8 была помещена заметка под названием «Певец красоты». Это была первая рецензия на сборник «Венок», написал её Антон Луцкевич: «… не общественные темы занимают главным образом поэта: он прежде всего ищет красоты».
Тема смерти у Максима прошла через всю его творческую жизнь. «Амур и грустный и красивый стоит с повязкой на глазах у склепа…» Поэт верил в вечную жизнь. Стихотворение «На кладбище» имеет могучую силу, как сама смерть. Стихотворения «Думы», «Свободные думы» Максима Богдановича насыщены христианским спокойствием, чувством Божественного бессмертия. Он постоянно общается со звёздами, с небом, глядит ввысь, не под ноги. Самый сильный стих по силе воздействия «Прыйдзецца, бачу, пазайздросьціць бяздольнаму Марку».
В 1914—1916 годы поэт пишет цикл стихов «На тихом Дунае», поэму «Максим и Магдалена», другие произведения. Писал Максим Богданович стихи и на русском языке, например, «Зачем грустна она была», «Я вспоминаю Вас такой прекрасной, стройной», «Зелёная любовь», «Осенью». К этому времени относятся и переводы на белорусский произведений А. Пушкина и Э. Верхарна. Кроме того, в печати появляются публицистические статьи Максима Богдановича на русском языке, посвящённые вопросам истории литературы, национальным и общественно-политическим проблемам; выходят исторические и краеведческие-этнографические брошюры, а также литературоведческие рецензии, фельетоны.
В декабре 1915 года Богданович поехал в Москву, чтобы посетить белорусского историка Владимира Пичету (будущего первого ректора Белорусского государственного университета). Исследователь повлиял на взгляды поэта, которые он высказал в статье «Белорусское возрождение»:75.
Максим Богданович поддерживал тесную связь с Ярославской белорусской радой, объединявшей беженцев-белорусов Первой мировой войны:6, оказывал землякам всяческую помощь; очень тяжело переболел, заразившись тифом, но выздоровел и продолжил работу.

### Последний год

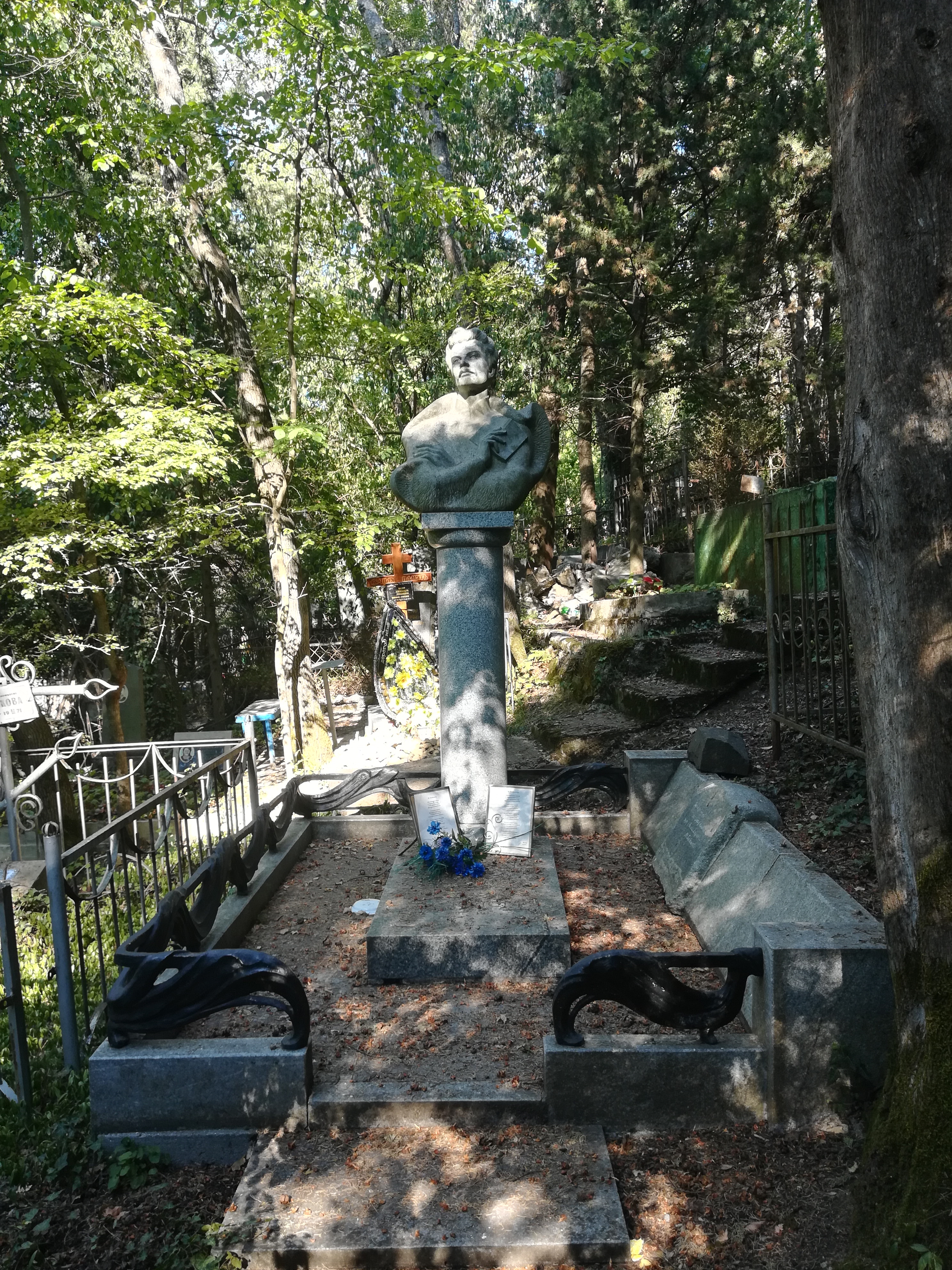
Могила М. Богдановича

Летом 1916 года, окончив лицей, Максим Богданович вернулся в Минск (он уже давно мечтал о возвращении на родную землю), где жил на квартире Змитрока Бядули. Хотя он был уже тяжело болен, но много работал в Минской губернском продовольственном комитете и в Белорусском комитете помощи жертвам войны, а свободное время отдавал литературному творчеству. Организует кружки молодёжи, которым старается придать общественно-просветительный и национально-революционный характер.
В это время Максим Богданович написал такие знаменитые произведения, как «Стратим-лебедь» и «Погоня».
«Стратим-лебедь» — это обработка белорусской народной легенды о Стратим-птице, огромном лебеде, который отказался войти в Ноев ковчег, полагаясь на свою силу, но утонул, поскольку на него стали садиться, спасаясь от потопа, другие птицы. Легенда была первоначально опубликована в «Белорусском сборнике» Евдокима Романова (вып. 4, 1891).
«Погоня» — одно из самых темпераментных и драматических произведений поэта. Автор обращается к героическим страницам белорусского прошлого (заглавный образ — литовский великокняжеский, признаваемый как белорусский национальный герб «Погоня»), призывает защищать свою Мать-Страну. Слова поэта были положены на музыку белорусского музыкального ансамбля «Песняры», белорусского мужского хора под управлением Николая Равенского, камерного мужского хора «Уния» и др.
В феврале 1917 года друзья поэта собрали деньги, чтобы он мог ехать в Крым лечиться от туберкулёза. Но лечение не помогло. Умер Максим Богданович на рассвете 12 (25) мая 1917 года в возрасте 25 лет (из горла пошла кровь).
А. А. Титов, газета «Голос», 1917 год:

Прошлым летом, накануне отъезда в Минск, мы часто с ним встречались в редакции «Голоса», где много говорили и спорили, причём он иногда как-то весь загорался, и подозрительный румянец выступал на его молодом лице. Уже в то время можно было уловить, что злой недуг начинает подтачивать его и без того слабый, надорванный беспрерывной работой организм. Имея чуткую и отзывчивую душу, он невольно привлекал к себе каждого, его любили и уважали все, кто его знал: с ним не было весело, но было тепло, приятно поговорить и поделиться обо всём, что только лежит на душе… Он был одним из тех людей, которые горят, согревая жизнь и освещая путь другим, но мало заботясь о себе.
Заупокойная служба прошла в ялтинском соборе Александра Невского, похороны — на Старом городском кладбище Ялты. На могиле поставили белый крест.
В 1924 году крест на могиле был заменён памятником из серого известняка с красной звездой и четырьмя строками из стихотворения поэта «Между песков Египетской земли…», простоявшим до 2003 года, когда на могиле поэта был установлен памятник скульпторов Льва и Сергея Гумилёвских. В начале 1980-х годов поднимался вопрос переноса праха поэта из Ялты в Минск, но организаторы не получили официального ответа.
Среди бумаг, оставшихся после покойного, были найдены материалы для белорусского букваря, над которым он, видимо, работал в последнее время. А на кресле возле самой кровати — книга, и на ней короткий, в одну строфу стих, в котором поэт говорит, что он не одинок перед смертью — у него есть книга с его стихами. 

## Судьба творческого наследия
Архив поэта хранился у Адама Богдановича, оставшегося в Ярославле. Чтобы сохранить рукописи, он убрал их в сундук, отнёс его в погреб и спрятал под лёд. Во время подавления Ярославского восстания в 1918 году дом Богдановичей на Сенной площади был сожжён, лёд растаял, сундук обгорел, в него проникла вода. После Адам Богданович просушил и разгладил пострадавшие, но всё же сохранившиеся рукописи. Когда ими заинтересовался Институт белорусской культуры, он передал их приехавшему за ними сотруднику института В 1923 году отцом были написаны «Материалы к биографии Максима Адамовича Богдановича».
Литературное наследство Богдановича значительно: кроме сборника «Венок», изданного при его жизни (1913), пятидесяти с лишним стихотворений и значительного количества критических и публицистических статей, напечатанных в разных периодических изданиях («Наша нива», «Вольная Беларусь», «Гомон» и другие), в переданных Институту белорусской культуры отцом покойного поэта рукописях сохранилось свыше 150 стихотворений и ряд прозаических статей и заметок.
Произведения поэта переведены на два десятка языков мира, публиковались в Великобритании, Германии, Польше, России, Франции, Югославии и других странах.
Ещё в 1950-е годы в Москве был издан большой сборник его избранных произведений на русском языке в переводе лучших советских поэтов.
В 1991—1995 годах издано полное собрание сочинений поэта в трёх томах.

## Творчество

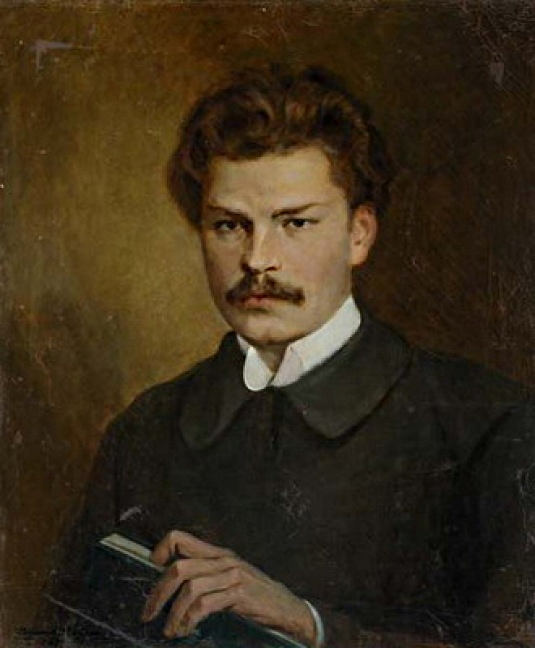
Валентин Волков. Портрет Максима Богдановича, 1927.
Национальный художественный музей Республики Беларусь.

По мнению литературоведа И. И. Замотина (1873—1942), в творчестве Богдановича находили отражение литературные искания и предреволюционные настроения начала века, белорусское возрождение и старина, личные переживания; на многих его стихотворениях и повестях лежит общий грустный колорит, вызванный противоречивой эпохой, а также обусловленный болезнью поэта и предчувствием близкого конца; но Богданович верит в обновление жизни и ждёт его с надеждою.
Максим Богданович создал много прекрасных образцов гражданской, пейзажной, философской лирики.
Лирика Богдановича тесно связана с устной народной поэзией, национально-освободительными идеями, проникнута любовью к трудовому народу. В некоторых стихах звучит протест против мира насилия и социальной несправедливости: «Пан и мужик» (1912), «Двинемся, братья, скорей!» (1910), «Межи».
Несмотря на то, что Богданович владел белорусским языком не безупречно, он сознательно приобщал его к достижениям стихотворной формы (особенно в области строфики) и художественного стиля, осуществлённым в античной и западно-европейской литературах, в чём имел большой успех. Кроме того он оставил немало подражаний и переводов.
На поэзию Богдановича повлияли произведения французских символистов, русских акмеистов. Однако он стремился к созданию собственной белорусской поэзии, органического слияния белорусских и зарубежных традиций, призывал в своих статьях «держаться народной песни, как слепой держится забора». Богданович создал прекрасные пейзажи родной Беларуси и внёс большой вклад в развитие поэтической культуры белорусского народа.
Богданович впервые в белорусской литературе применил такие формы как сонет, триолет, рондо, верлибр и другие классические стихотворные формы. Стихотворение «В Вильне» стало первым примером жанра городской поэзии в новой белорусской литературе.
По мнению отца поэта, в творчестве сына отразилась лучшая сторона его души, «а может быть, и вся она целиком. Его лирика есть история его душевных переживаний, живописно рассказанных им самим, а его другие писания свидетельствуют о его взглядах и убеждениях, о его общественных интересах».

## Память
В 1927 году, через 10 лет после смерти поэта, Валентином Волковым был создан «Портрет Максима Богдановича», который сейчас хранится в Национальном художественном музее Республики Беларусь.
Работают музеи Богдановича в Минске, Гродно, Ярославле; именем поэта были названы улицы во всех областных центрах Беларуси, в Нижнем Новгороде, Пскове, Ярославле и Ялте, школы и библиотеки в различных белорусских городах. Ему посвящены оперы «Звезда Венера» (Юрий Семеняко — Алесь Бачило) и «Максим» (Игорь Паливода — Леонид Прончак). В 1991 году имя Максима Богдановича было внесено в календарный список ЮНЕСКО «Годовщины выдающихся лиц и событий».
В апреле 2008 года московский Государственный исторический музей передал 6 полноценных поясов Слуцкой мануфактуры, которые вдохновили Максима Богдановича на создание стихотворения «Слуцкие ткачихи», в частный белорусский музей братьев Луцкевичей. Договор об экспозиции слуцких поясов в Национальном художественном музее был подписан лишь на год.

### Музеи

#### Ракутёвщина

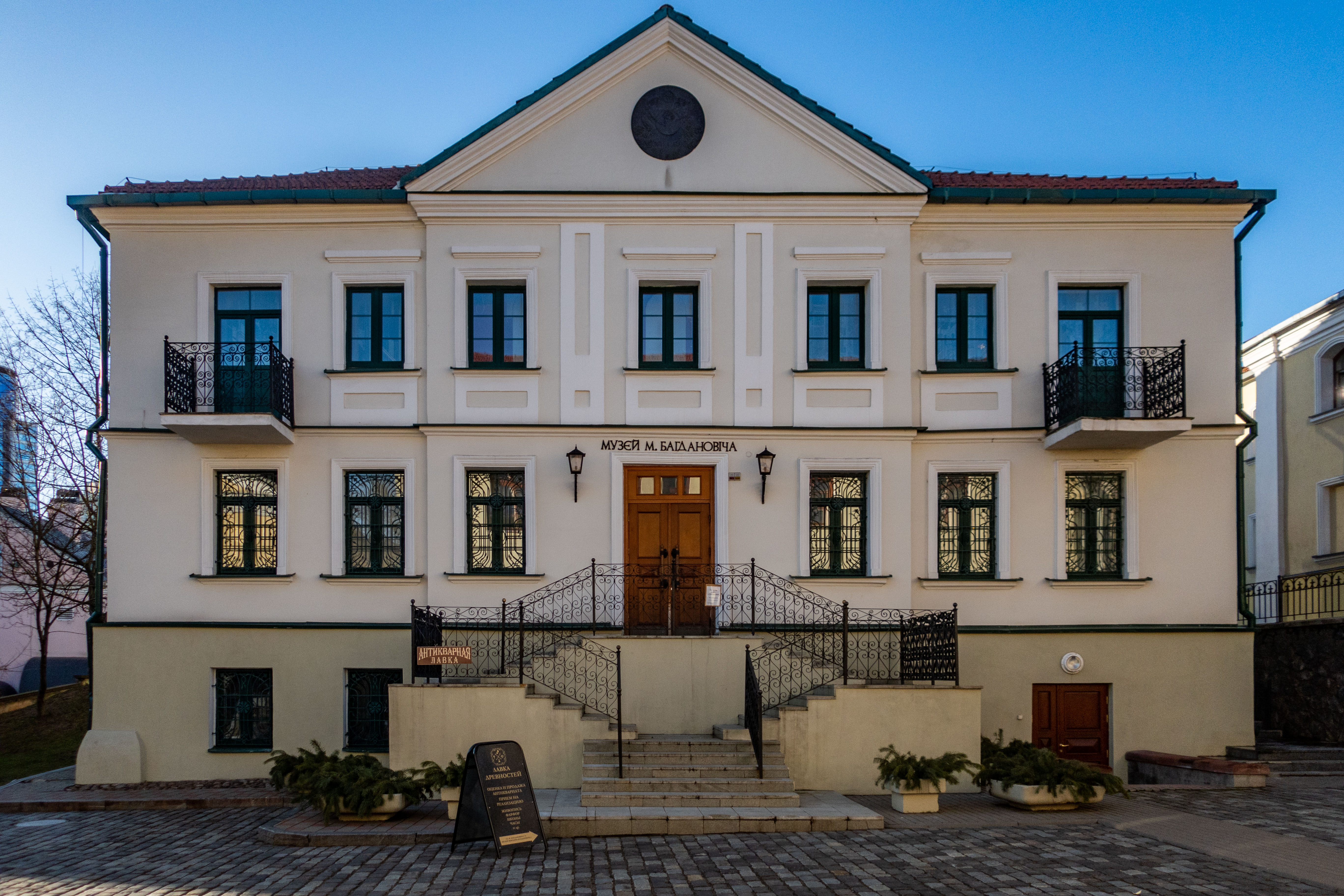
Музей Максима Богдановича в Минске

Летом 1911 года Максим Богданович написал два цикла стихов: «Старая Беларусь» и «Город» (всего 17 стихотворений) и две поэмы «В деревне» и «Вероника», когда жил в имении Лычковских в деревне Ракутёвщине (сейчас в Красненском сельсовете Молодечненского района).

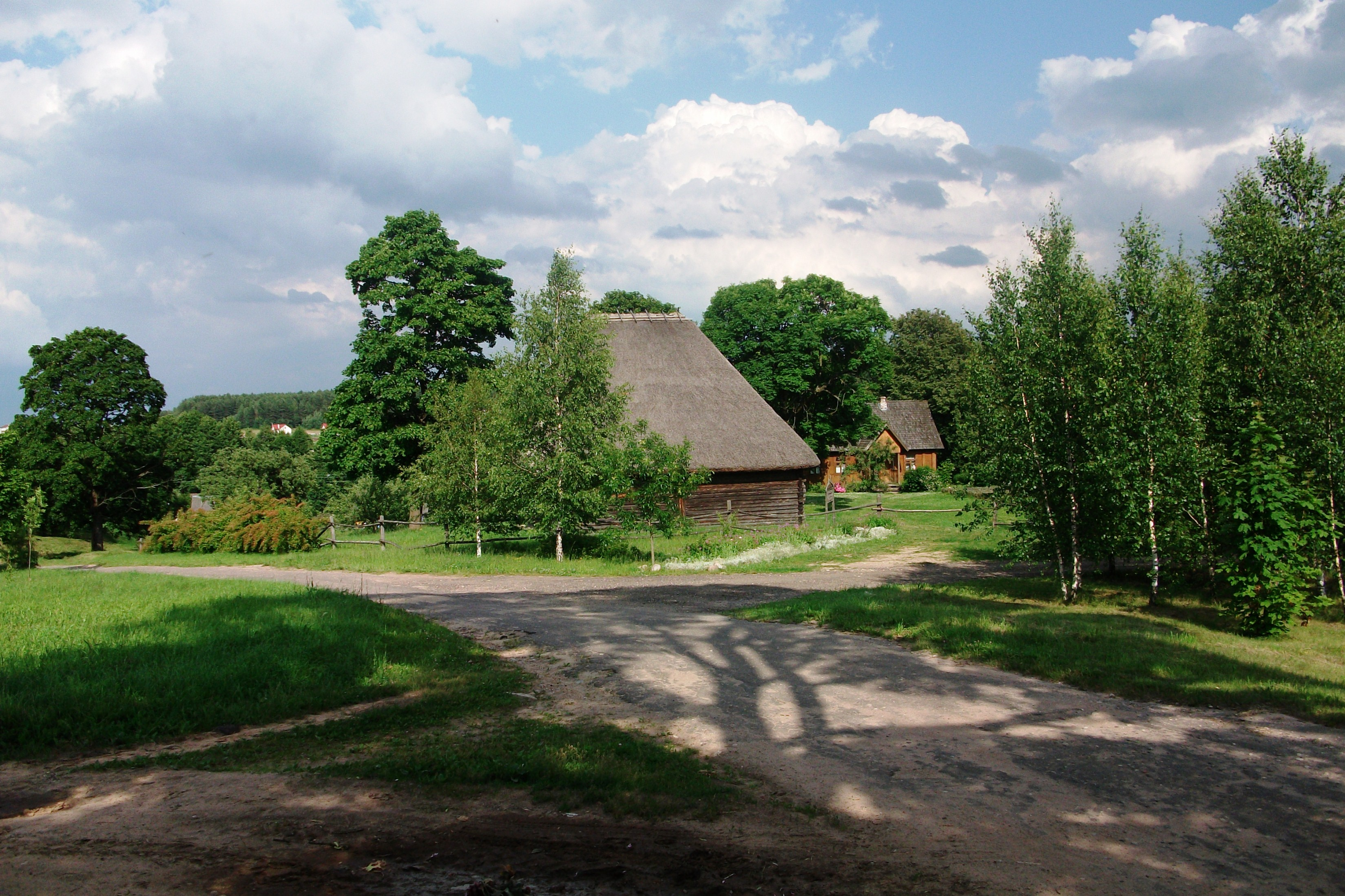
Музей-усадьба М. Богдановича в Ракутёвщине

Музеификация ракутёвщинских мест началась в 1970-х годах. В июне 1977 года по предложению сотрудников Минского областного краеведческого музея в селе был установлен памятник — два валуна: один как вечная свеча памяти, на втором — выбиты строки из «Сонета» М. Богдановича. В 1981 году возле памятника известными белорусскими писателями был посажен «Максимов сад».
С 1983 года на границе июля и августа собираются любители белорусской культуры. Деревню Ракутёвщина в эти дни поклонники его творчества превращают в большую фестивальную площадку.
После пожара в начале 2000-х годов было потеряно около 70 уникальных экспонатов.

#### Минск
Литературный музей Максима Богдановича открылся в 1980 году в Троицком предместье Минска, в двухэтажном доме XIX века, стоящем неподалёку от несохранившегося подлинного дома поэта. Кроме того, в Минске сохранился дом, в котором Максим Богданович жил (улица Рабкоровская, 19), где расположен филиал его музея — «Белорусский домик» (по названию литературного кружка, в котором участвовал поэт). Автором художественной концепции музея стал известный художник Эдуард Агунович, за реализацию своей задумки он был награждён Государственной премией Республики Беларусь.
Экспозиция музея сегодня состоит из пяти залов, каждый из которых имеет свою концепцию.

#### Гродно

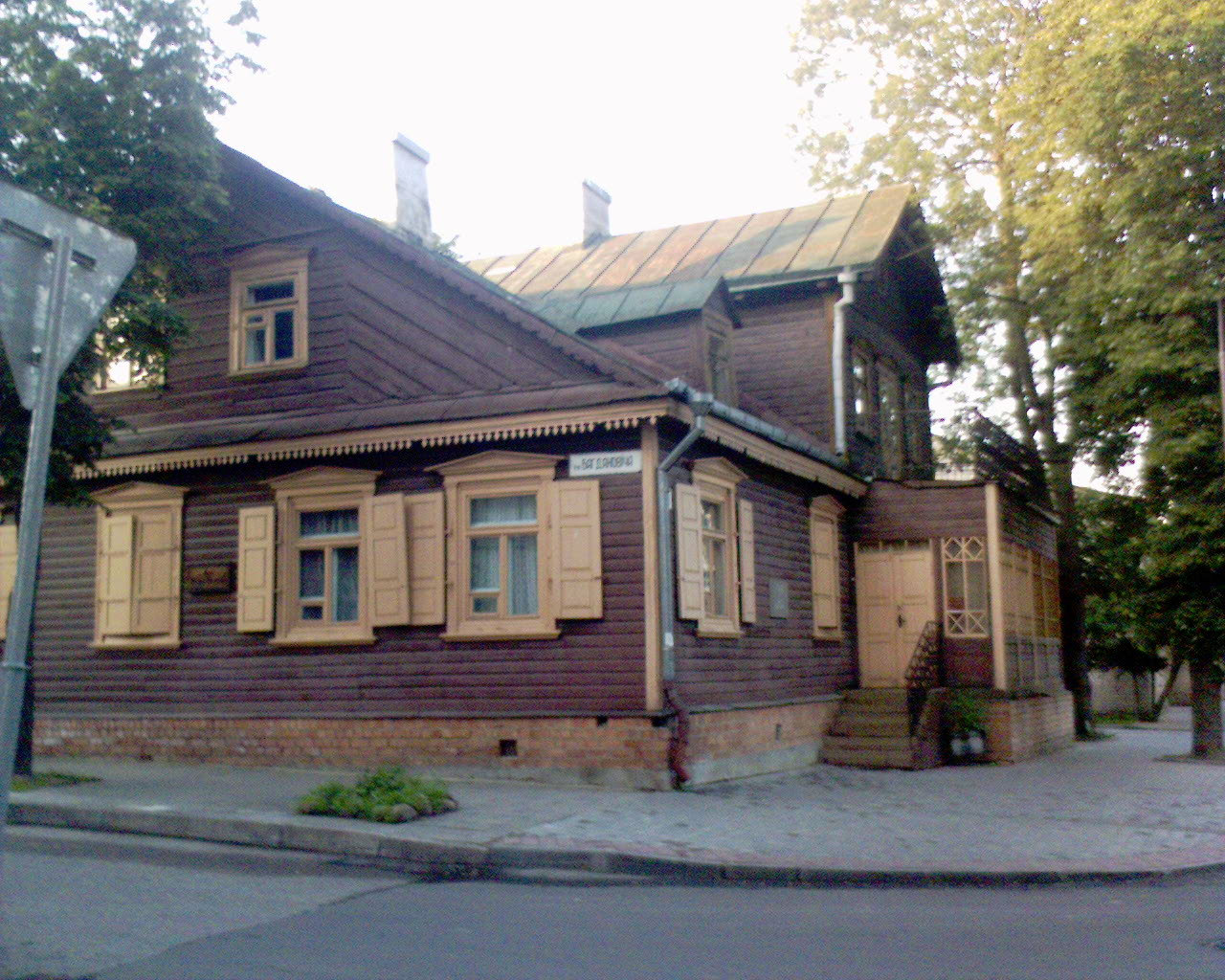
Музей Максима Богдановича в Гродно

Функционирует с 1986 года и с тех пор неоднократно обновлялся и пополнялся. Расположен в отдельно стоящем мемориальном деревянном доме, в котором поэт жил с родителями в 1892—1896 годах. Экспозиция состоит из семи залов.

#### Ярославль
Мемориальный дом-музей М. Богдановича в Ярославле был открыт в 1992 году. Мемориальный музей расположен в небольшом деревянном доме по улице Чайковского, 21, в котором с 1912 по 1914 год жила семья Богдановичей. С 1995 года на базе музея работает Центр белорусской культуры. Там можно услышать белорусские песни, почитать книги белорусских авторов, ознакомиться с изданиями белорусской прессы. В Центре проводятся Дни национальной белорусской кухни, музыкальные и поэтические вечера, праздники, посвящённые знаменательным датам в истории Беларуси.

### Памятники
9 декабря 1981 года, в честь 90-летия со дня рождения Максима Богдановича на площади Парижской коммуны, перед Театром оперы и балета, недалеко от места, где родился и жил поэт, ему был установлен памятник. Авторы памятника скульптор С. Вакар, архитекторы Ю. Казаков и Л. Маскалевич. Бронзовая статуя поэта высотой 4,6 метра установлена на постаменте из красного гранита. Поэт изображён со скрещёнными на груди руками, в правой руке букет васильков — цветов, воспетых в его поэзии. В апреле 2008 года, в соответствии с решением Мингорисполкома, памятник классику белорусской литературы был отправлен на реставрацию. Вместо памятника планировалось установить фонтан. Такое решение властей вызвало возмущение лидеров белорусской оппозиции в эмиграции, которые сравнивали демонтаж памятника Богдановича с заменой бело-красно-белого флага после референдума 1995 года. В июне 2008 года памятник был установлен заново на углу улицы Максима Богдановича и площади Парижской коммуны. Относительно бывшего местоположения памятник перенесли на 150 метров на северо-запад, поближе к месту рождения поэта, и повернули лицом к Свислочи в направлении между домом на улице М. Богдановича, 27 и суворовским училищем.
Копия минского памятника в 1994 году была установлена в Ярославле у главного корпуса Ярославского государственного университета.

Памятник в Минске
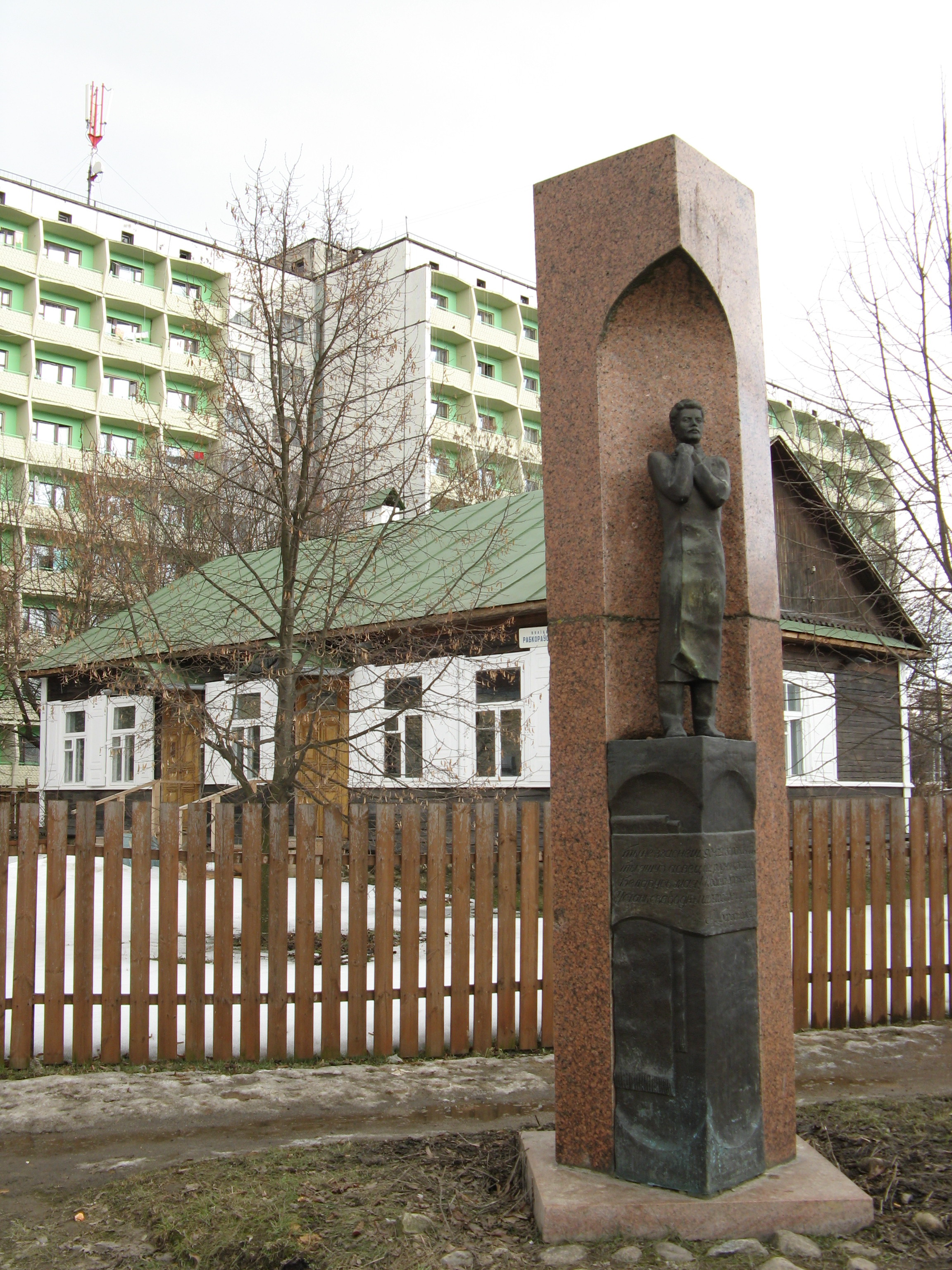
Второй памятник в Минске (у здания мемориального музея)
Памятник в Ярославле
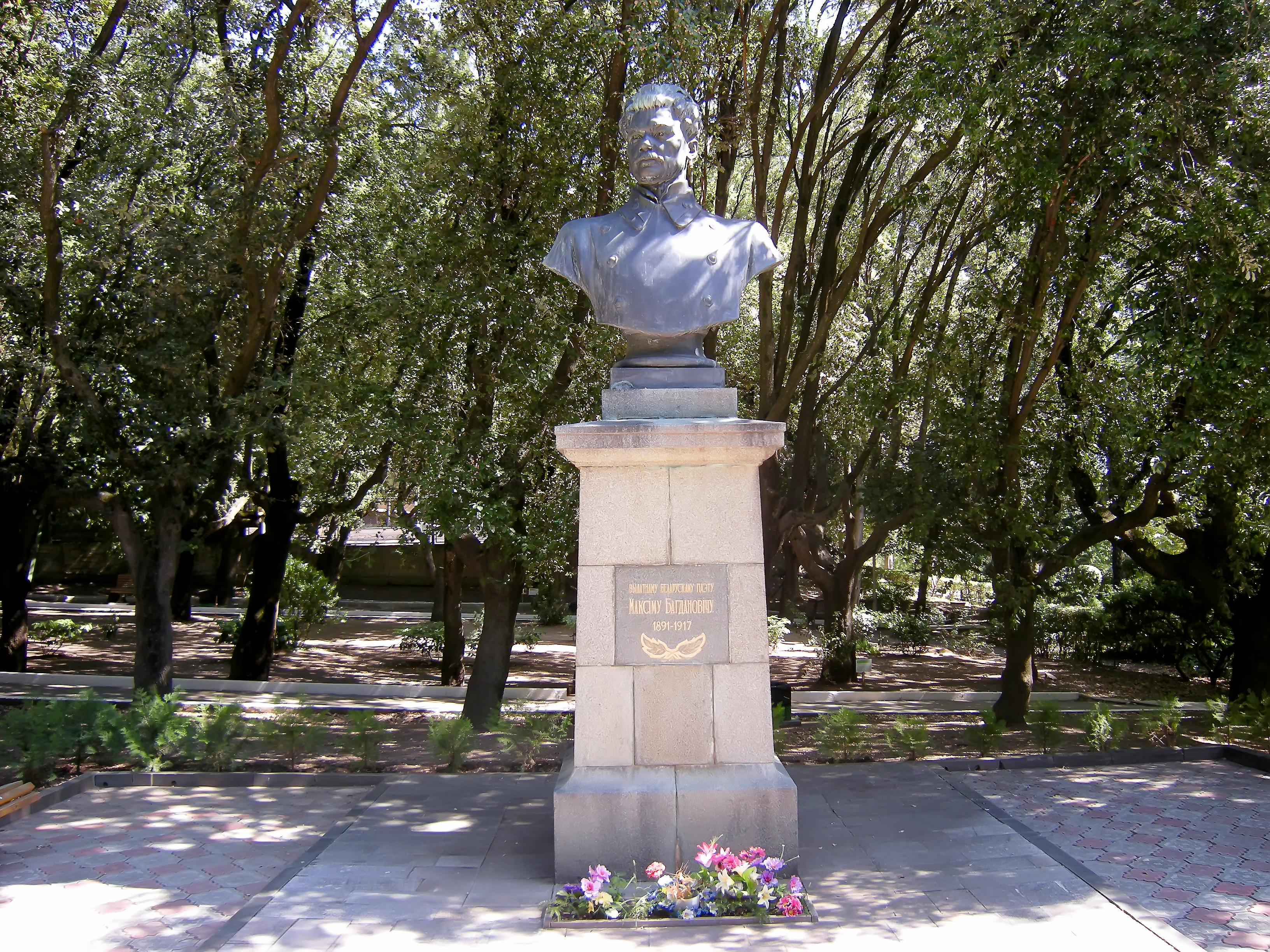
Памятник в Ялте

### Прочее

Мемориальная доска в Ялте

- В 1957 году бюст М. Богдановича был установлен в парке санатория «Беларусь» в городе Мисхор[38].
- Песня Игоря Лученка «Вероника» на стихи Богдановича в интерпретации ансамбля «Песняры».
- 10 декабря 2008 года в большом зале Белгосфилармонии состоялась премьера авангардного спектакля «День Максима Богдановича»[39][40]
- В 2000 году в проекте под названием «100 белорусских книг XX века» книга Максима Богдановича «Венок» с большим отрывом от других была выбрана лучшей, а самого автора читатели избрали лучшим поэтом[41].
- К 120-летию со дня рождения Максима Богдановича, которое отмечалось в 2011 году, было запланировано издание энциклопедии классика национальной литературы. Работа над справочником началась ещё в издательстве «Белорусская советская энциклопедия» в конце 1980-х годов. Из тысячи статей, которые планировалось включить в издание, было написано более 600, однако, на этом работа и остановилась. В 2008 году руководство литературного музея М. Богдановича обратилась к Министерству информации и к директору издательства «Белорусская энциклопедия имени Петруся Бровки» Геннадия Пашкова с предложением завершить работу над справочником[42].
- В конце 2008 года Министерство иностранных и европейских дел Франции и посольство Франции в Беларуси объявили программу содействия публикациям под названием «Максим Богданович». Белорусским издателям была предложена помощь с переводом и публикацией произведений современных французских авторов в таких областях, как литература, философия, гуманитарные и социальные науки, искусство и культура, наука и техника[43].
- В октябре 2009 года в Троицком предместье в ходе строительства многоэтажной подземной стоянки был снесён фундамент дома, в котором жил Максим Богданович. Этот объект внесён в список историко-культурных ценностей Беларуси. После переговоров с руководителем заказчика строительства элитного жилья, было достигнуто соглашение о воссоздании дома Богдановича на том же месте и в том же виде, в каком он существовал в конце XIX века[44].
- По инициативе интернет-портала TUT.BY к празднованию 118-летия со дня рождения Максима Богдановича известным гражданам Беларуси было предложено прочитать вслух стихи поэта. Министр культуры Беларуси Павел Латушко прочёл стихи «Звезда Венера» и «Слуцкие ткачихи», посол Швеции в Беларуси Стефан Эрикссон и поэт Андрей Хаданович исполнили стихотворение «Я хотел бы встретиться с вами на улице», музыкант Лявон Вольский прочёл стихотворение из цикла «Леший»[45].
- В Ялте, на месте дома, где жил и умер поэт, (современный адрес — ул. Коммунаров, 17, ныне — клуб санатория КЧФ «Ялта») установлена мемориальная доска[46][47].
- В Нижнем Новгороде на здании бывшей гимназии установлена мемориальная доска.
- К 120-летию со дня рождения Максима Богдановича телеканалом «Беларусь-1» выпущен четырёхсерийный фильм «Эпоха Максима Богдановича» (режиссёром выступил Олег Лукашевич).
- 27 октября 2011 года Национальный банк Республики Беларусь ввёл в обращение серебряную и медно-никелевую памятные монеты, посвящённые 120-летию со дня рождения Максима Богдановича[48].
- Телеканал ОНТ ко Дню белорусской письменности в Лиде создал песню на знаменитое стихотворение Максима Богдановича «Зорка Венера ўзышла» и сделал клип с виртуальным образом поэта (2025)[49][50].